# Baptiste
Baptiste es una comuna de Haití, que está situada en el distrito de Las Caobas, del departamento de Centro.

## Historia
Comuna creada en 2015 a partir del barrio de su nombre, que formaba parte de la 1ª sección comunal de Renthe Mathe, de la comuna de Belladère.

## Secciones
Está formado por la sección de:
- Renthe Mathe (que abarca la villa, antes barrio, de Baptiste)[2]

## Demografía
| Gráfica de evolución demográfica de Baptiste entre 2009 y 2015 |
|                                                                |

Los datos demográficos contemplados en este gráfico de la comuna de Baptiste son estimaciones que se han cogido de 2009 a 2015 de la página del Instituto Haitiano de Estadística e Informática (IHSI). 